# 哥倫比亞縣 (華盛頓州)
哥倫比亞縣（英語：Columbia County）是位於美国华盛顿州東南部的一個郡，面積2,262平方公里。根據2020年美國人口普查，共有人口3,952人。縣治代頓，也氣該郡的最大城市。縣名來自哥倫比亞河。該郡於1875年11月11日自瓦拉瓦拉縣獨立出。

## 地理
根據美国人口普查局，本郡的總面積為2,260平方（874平方英里），其中陸地面積占2,250平方（869平方英里）、水域面積占13平方（5平方英里） （0.54%）。本郡是帕卢斯——位於哥倫比亞河流域中央，廣闊、起伏，像大草原般的地區——的一部分。

### 地理特色
- 蛇河
- 藍山山脈
- 圖謝特河（英语：Touchet River）
- 圖坎嫩河（英语：Tucannon River）

### 主要公路
- 12号美国国道

### 毗鄰郡
- 東－加菲尔德县
- 北－惠特曼縣
- 西北－富蘭克林縣
- 西－瓦拉瓦拉縣
- 西南－尤馬蒂拉郡
- 東南－瓦洛瓦縣

### 國家保護區
- 尤马蒂拉国家森林（部分）

## 外部連結
- （英文） 哥倫比亞郡官方網站（页面存档备份，存于）
- （英文） 哥倫比亞郡圖片（页面存档备份，存于）
- （英文） 哥倫比亞郡遺產